# María Isasi
María Carlota Isasi-Isasmendi Paredes més coneguda com a María Isasi (Madrid, 29 de setembre de 1975) és una actriu espanyola.
Filla del director de cinema Antonio Isasi-Isasmendi i de l'actriu Marisa Paredes, llicenciada en Belles arts, va cursar els estudis d'interpretació en l'Acadèmia de Juan Carlos Corazza.

## Trajectòria
Entre la seva filmografia es troba Volavérunt, de Bigas Luna; Los amantes del círculo polar, de Julio Médem; El caballero Don Quijote, de Manuel Gutiérrez Aragón; Salvajes, de Carlos Molinero, pel·lícula per la qual va ser nominada al Premi Goya a la millor actriu revelació el 2002 i Las 13 rosas, d'Emilio Martínez Lázaro.
Ha realitzat també algunes incursions en televisió, com en un capítol de la sèrie de Telecinco Hermanos y detectives. El 2004 va participar en alguns capítols de la sèrie d'èxit Aquí no hay quien viva, demanant a Natalia (Sofía Nieto) com a mare de lloguer posteriorment, aquesta canvia d'idea, i deixa a Natalia amb el bebè, ja que volia trencar el seu matrimoni i no sabia què podia fer amb el bebè. A la fi de 2009 va començar la seva marxa en la sèrie de La 1 Amar en tiempos revueltos. És coneguda per la seva interpretació de Diana, la perruquera del teatre comandat per la coneguda actriu Estela del Val (Cayetana Guillén Cuervo). Es la millor amiga de Rosa (Bárbara Lennie), i està enamorada de Salvador Bellido Huerga (Pep Munné). Va treballar des de octubre de 2009 fins a setembre de 2010 a la sèrie.
Del 9 de setembre al 31 d'octubre de 2010 va participar en el muntatge de Tots eren els meus fills d'Arthur Miller, dirigida per Claudio Tolcachir, al Teatro Español de Madrid. Pel seu paper, petit però molt lluït i que li proporciona cinc minuts on brilla per la seva actuació, va ser guardonada el 2 de novembre de 2010 amb el Premi Ull Crític de Teatre 2010, atorgat per Ràdio Nacional d'Espanya.
El 2011 va participar en la sèrie de La Sexta BuenAgente. En 2012 protagonitza un paper principal en l'obra de teatre ¡Sin paga, nadie paga! al costat de Pablo Carbonell. Entre juliol de 2013 i abril de 2014 interpreta el paper de Polixena en la tragèdia grega Hècuba de Eurípides en el Festival de Teatre Clàssic de Mèrida, amb posterior gira per Espanya.
Va participar en la sèrie televisiva de TVE amb la sèrie Seis Hermanas on dona vida al personatge d'Elpidia.
Encara que la sèrie va donar principi el 22 d'abril de 2015, el seu personatge de criada a casa Silva arribaria a la sèrie un temps després i fins al final d'aquesta, el 21 d'abril de 2017. A Seis Hermanas serà la cosina d'Antonia, propietària del “Ambigú” i tia de Gabriel, el posterior Comte de Barnos. També serà l'amant de Raimundo, el marit de Merceditas, una altra de les criades de casa Silva. D'aquesta relació quedarà embarassada però el nen mai arribarà a néixer.
Participà en la sèrie Centro médico com Dra. Ángela Vega (Episodi 1012 - 1167 i aparició en el capítol final número 1175) 2018 - gener 2019.